# Au Théâtre des Champs-Élysées
| Recensione | Giudizio |
| ---------- | -------- |
| AllMusic   |          |

Au Théâtre des Champs-Élysées è un album discografico dal vivo del pianista jazz francese Michel Petrucciani, pubblicato dall'etichetta discografica Dreyfus Jazz Records nel 1995.

## Tracce

### CD
CD 1
1. Medley of My Favorite Songs – 40:26 (Michel Petrucciani)
2. Night Sun in Blois – 8:43 (Michel Petrucciani)
3. Radio Dial/These Foolish Things – 9:52 (Michel Petrucciani / Eric Maschwitz, Jack Strachey)

CD 2
1. I Mean You/'Round About Midnight – 12:37 (Coleman Hawkins, Thelonious Monk / Cootie Williams, Thelonious Monk)
2. Even Mice Dance/Caravan – 11:54 (Michel Petrucciani / Duke Ellington, Juan Tizol)
3. Love Letter – 9:21 (Michel Petrucciani)
4. Bésame mucho – 7:14 (Consuelo Velázquez)

## Musicisti
- Michel Petrucciani - pianoforte Steinway (solo)

Note aggiuntive
- Yves Chamberland e Francis Dreyfus - produttori
- Registrato dal vivo il 14 novembre 1994 al Theatre des Champs-Elysées di Parigi (Francia)
- Roger Roche - ingegnere delle registrazioni
- Peakson - studio mobile di registrazione
- Mixaggio effettuato presso Studios Ferber di Parigi da Roger Roche con l'assistenza di Philippe Arnal
- Mastering effettuato presso Sterling Sound Inc. di New York da José Rodriguez
- Pascal Bertonneau - tecnico pianoforte
- Bernard Benguigui - presentatore del concerto
- Jean Ber - foto copertina CD + foto libretto CD
- Délid' Art - grafica copertina CD[1]